# Seda Konstantinowna Wermischewa
Seda Konstantinowna Wermischewa (russisch Сэда Константиновна Вермишева, armenisch Սեդա Կոնստանդինի Վերմիշևա; * 9. Oktober 1932 in Tiflis; † 18. Februar 2020 in Jerewan) war eine sowjetische bzw. armenische Ökonomin und Dichterin.

## Leben
Wermischewas Eltern waren der Ökonom Konstantin Christoforowitsch Wermischew (1901–1973) und die Verlagsmitarbeiterin Jelena Georgijewna geborene Melik-Karakosowa (1905–1985). Der Großvater Christofor Wermischew (1863–1933) war Politiker und hatte die Fürstin Warwara Alexandrowna Argutinskaja-Dolgorukaja geheiratet.
Wermischewa wuchs in Moskau auf. Zu Beginn des Deutschen Angriffskriegs gegen die Sowjetunion meldete sich der Vater freiwillig zur Roten Armee. Die Familie wurde zunächst nach Tiflis und dann nach Jerewan evakuiert. Nach dem Schulabschluss in Jerewan studierte Wermischewa an der Universität Jerewan in der Ökonomie-Fakultät mit anschließender Aspirantur. Darauf arbeitete sie mehr als 25 Jahre lang als wissenschaftliche Senior-Mitarbeiterin im Institut für Ökonomie und Planung des Gosplan Armeniens. Sie lebte in Moskau und Jerewan und veröffentlichte zahlreiche wirtschaftsanalytische Fachaufsätze.
Vermischewas erster Gedicht-Band erschien 1970. Es folgten mehr als 10 weitere Gedicht-Bände. Ihre Gedichte schrieb sie ausschließlich auf Russisch. Ihre Gedichte wurden ins Armenische, Französische, Slowakische, Polnische und Englische übersetzt. Ihre Gedichte wurden von Nikolai Tichonow, Jewgeni Winokurow, Stepan Schtschipatschow, Wladimir Zybin, Silwa Kaputikjan, Wsewolod Roschdestwenski u. a. sehr geschätzt.
Wermischewa war Kovorsitzende der Russischen Sektion des Schriftstellerverbands Armeniens, Mitglied des Schriftstellerverbands Moskaus, Mitglied des Vorstands des Verbands der Armenier Russlands und Mitglied des Präsidiums der Gesellschaft für Russisch-Armenische Freundschaft bei der Regierung Russlands.
Wermischewa war mit dem Physiker und Erfinder Tigran Surenowitsch Soljan (* 1929) verheiratet. Ihr Sohn Suren Soljan (* 1955) war 1997–2012 Rektor der Jerewaner Staatlichen W. Brjussow-Universität für Sprachen und Sozialwissenschaften.

## Ehrungen, Preise
- Moses-von-Choren-Medaille
- Nerses-Schnorhali-Medaille[3]
- Erster Preis im Bereich Literatur für die beste Vorstellung Armeniens in Russland[3]
- Staatspreise der Republik Berg-Karabach[3]
- Silberkreuz mit Brillanten des Verbands der Armenier Russlands[3]